# Meriola virgata
Meriola virgata là một loài nhện trong họ Trachelidae.
Loài này thuộc chi Meriola. Meriola virgata được Eugène Simon miêu tả năm 1904.